# Lylian Klimek
Lylian Evelyn Klimek (* 1. Januar 1942 in Humboldt, Saskatchewan) ist eine kanadische bildende Künstlerin.

## Leben
Im Jahr 1968 schloss Lylian Klimek das Studium der Sozialwissenschaften als Master an der University of Alberta in Edmonton ab, wo sie 1973 den Bachelor in Bildhauerei erhielt und 1975 den Master of Arts (M.A.) in Bildender Kunst. Von 1978 bis 2005 unterrichtete sie Kunst und Bildhauerei am Alberta College of Art and Design in Calgary.
Lylian Klimek experimentiert mit einer Vielzahl von Materialien wie Glasfaser, Beton, Zellstoff, Holz und integriert dessen Eigenschaften in ihre Installationen und Skulpturen. Für die Entwicklung ihrer Kunstwerke benutzt sie Computerprogramme.
Ab 1972 nahm sie an zahlreichen Gruppenausstellungen teil, darunter 1975 in der Ausstellung Women as Viewer (Frauen als Betrachter), einem Projekt zum Internationalen Jahr der Frau, in der Winnipeg Art Gallery. Ihre Skulpturen werden seit Ende der 1980er Jahre regelmäßig in Einzelausstellungen gezeigt, wie 1991 im Glenbow Museum. Einige Plastiken und Skulpturen stellte sie in Coquitlam, Kelowna, Calgary und Nelson aus.
Werke von Lylian Klimek gehören zur permanenten Kunstsammlung der Alberta Art Foundation of Arts und des Government House in Edmonton.

## Skulpturen (Auswahl)
- Riegel (Holz mit Pastellfarbe)
- Black Moon Tracking (Holz und Gummiteile)
- Alchemist (Nylonseil und Glasfaser)
- Thistle (Harz und Glasfaser)
- Hybrid (Harz und Glasfaser)
- Grounded (bemaltes Holz und Fischernetz)
- Idol (Glasfaser mit Sand)
- Cold Flower (Vinyl weiß)
- Rescue – My Landscape (Baumstumpf mit Farbe grün)

## Ausstellungen (Auswahl)
- 1975: Woman as Viewer, Winnipeg Art Gallery in Winnipeg
- 1975: Hole-in-the-Wall Gallery in Edmonton
- 1978: Latitude 53 Gallery in Edmonton
- 2004: Art Gallery at Evergreen in Coquitlam
- 2006: Kelowna Art Gallery in Kelowna
- 2006: Art Gallery of Calgary
- 2009: Kelowna Art Gallery in Kelowna
- 2012/13: Oxygen Art Centre in Nelson

## Ausstellungskataloge
- Ancient memories. An exhibition of evocative sculpture, Beaver House Gallery, Edmonton 1985
- Lylian Klimek: sculpture. Southern Alberta Art Gallery, 1987
- Lylian Klimek, recent sculpture. Stride Gallery, 1988, ISBN 978-0-921132-08-0
- Robert Milthorp: Out-side-in. Iain Baxter, Lylian Klimek, William MacDonnel, Nickle Arts Museum, Calgary 1988, ISBN 978-0-88953-107-9
- Meadow: an installation by Lylian Klimek, Neutral Ground (Gallery), 1990
- Lylian Klimek, clean up, Glenbow Museum, Calgary 1991
- What if all the colour leaked out of nature: Lylian Klimek / Sculpture.  Evergreen Cultural Centre, 2004
- Liz Wylie: Module. Eliza Au + Ian Johnston + Lylian Klimek, Kelowna Art Gallery, 2009, ISBN 9781896749365